# Mitchell (Film)
Mitchell, Alternativtitel Mitchell – Ein Bulle dreht durch, ist ein US-amerikanischer Actionfilm des Regisseurs Andrew V. McLaglen aus dem Jahr 1975.

## Handlung
Der zwielichtige Walter Deaney erschießt in seinem Haus einen Einbrecher – angeblich in Notwehr. Die Ermittlungen übernimmt der wortkarge, dem Bier zugeneigte Polizist Mitchell, der sich sicher ist, dass Deaney zum Einbrecher nicht die Wahrheit gesagt hat. Mitchells Vorgesetzter weist Mitchell an, Deaney in Ruhe zu lassen und stattdessen rund um die Uhr allein James Arthur Cummings zu überwachen, der in kriminelle Machenschaften in Mexiko verwickelt ist. Mitchell erkennt, dass er vom Deaney-Fall ferngehalten werden soll, und bricht heimlich bei Deaney ein. Er wird vom Hauseigentümer überrascht und kann fliehen, als Deaney auf ihn schießt. Erst jetzt macht ihm sein Vorgesetzter klar, dass Deaney längst vom FBI überwacht wird.
Cummings hat erkannt, dass er von Mitchell überwacht wird, erfährt jedoch erst von ihm, dass er in einen großen Drogendeal verwickelt sein soll. Cummings kriegt heraus, dass Salvatore Mistretta, der Cousin von Drogenboss Tony Gallano, ohne seine Zustimmung eine große Lieferung Heroin an seinem Hafen abliefern will. Um aus der Sache herausgehalten zu werden, weigert sich Cummings, seinen Hafen für den Deal zur Verfügung zu stellen. Mitchell erhält unterdessen Besuch von Luxuscallgirl Greta. Beide verbringen die Nacht zusammen, auch wenn Greta Mitchell nicht verraten will, wer sie bezahlt.
Ein Treffen von Cummings und Gallano verläuft ergebnislos, da sich Cummings weiterhin weigert, die Heroinlieferung in Empfang zu nehmen. Gallano droht ihm, habe er doch nur für gewisse Gefälligkeiten Einfluss in der Gegend erhalten. Cummings versucht nun, Mitchell aus dem Weg zu räumen. Der jedoch überlebt sowohl einen Verkehrsunfall als auch den Angriff zweier Schläger unweit seiner Wohnung. Greta, die ihm weiterhin nicht verraten will, für wen sie arbeitet, lässt er verhaften, als er in ihren Sachen eine Tüte Marihuana findet. Er findet schließlich heraus, dass Greta von Deaney bezahlt wurde. Dieser will ihn als Mittelsmann in schmutzigen Grundstückskäufen gewinnen, doch lehnt Mitchell ab, da er Deaney weiterhin wegen der Ermordung des Einbrechers verhaften will. Deaney und Cummings sprechen sich ab, um Mitchell gemeinsam aus der Welt zu schaffen.
Cummings bietet Mitchell an, ihm Deaney zu liefern. In Wirklichkeit lockt er ihn in eine Falle: Auf offenem Gelände wird Mitchell so von zwei Fahrzeugen gejagt. Er kann einen der Fahrer töten und ein Fahrzeug selbst besteigen. So jagt er Deaney, der den anderen Wagen steuert, bis Deaney verunfallt und bei der Explosion seines Wagens umkommt. Erst jetzt bietet Cummings Mitchell einen Deal an. Er berichtet ihm von der geplanten Drogenlieferung und den Übergabemodalitäten, so sollen die Drogen in einem Handgepäckstück geliefert werden, das ein eingeweihter Chauffeur zu Mistretta bringen soll. Cummings soll nun die Rolle des Chauffeurs übernehmen und so nicht nur die Drogen übernehmen, sondern auch freien Zutritt zu Mistrettas Haus erhalten. Mitchell stimmt zu. Er erkennt erst spät, dass Cummings die Drogen heimlich gegen Kalk ausgetauscht hat und zudem Mistretta weiß, dass er ein Polizist ist. Bei einer Schießerei gelingt es Mitchell, Mistretta und seine Männer zu töten. In einem Hubschrauber fliegt er Cummings nach, der mit seinem Assistenten Benton und den Drogen bereits per Schnellboot auf dem Seeweg nach Mexiko ist. Mitchell kann sich vom Hubschrauber auf das Boot abseilen und Benton töten. Cummings gibt vor, Mitchell die Drogen und seine Waffe auszuhändigen. Bevor er eine zweite verborgene Waffe ziehen kann, wird er von Mitchell erschossen.
Mitchell kehrt in seine Wohnung zurück, in der er auf Greta trifft. Sie will bei ihm bleiben, auch wenn ihr Auftraggeber tot ist. Mitchell kann riechen, dass sie erneut Marihuana geraucht hat. Als er im Küchenabfalleimer die Marihuanatüte findet, verhaftet er die überraschte Greta erneut.

## Produktion
Mitchell wurde in Kalifornien gedreht, darunter in Los Angeles und am Hafen in Long Beach. Die Kostüme schuf Dave Grayson, die Filmbauten stammen von Fred Price. Mehrfach ist im Film das von Larry Brown, Jerry Styner und Steve Hoffman geschriebene Lied Mitchell zu hören, das von Hoyt Axton gesungen wird.
Mitchell lief am 10. September 1975 in den US-amerikanischen Kinos an. In Deutschland erschien der Film 1983 direkt auf Video. Die Comedy-Fernsehreihe Mystery Science Theater 3000 (MST3K) stellte den Film am 23. Oktober 1993 vor, wobei er im Stil der Reihe humoristisch kommentiert wurde. Als Basis diente dabei jedoch eine für das Fernsehen geänderte Fassung aus den 1980er-Jahren.

## Synchronisation
| Rolle     | Darsteller    | Synchronsprecher |
| --------- | ------------- | ---------------- |
| Mitchell  | Joe Don Baker | Wolf Martienzen  |
| Seargeant | Jerry Hardin  | Matthias Klages  |

## Kritik
Für den film-dienst war Mitchell ein „[g]ut konstruierter, doch nur mäßig spannend inszenierter Krimi.“ „Routineprodukt mit Hang zum Tiefdaumen“, konstatierte Cinema.